# Martensville
Martensville és una ciutat de la província canadenca de Saskatchewan, situada 8 km al nord de Saskatoon i 14 km al sud-oest de Clarkboro Ferry, que travessa el riu South Saskatchewan. Martensville és el segon municipi de més de 5.000 habitants amb creixement més gran del Canadà, amb una taxa de creixement del 55% entre 2006 i 2011. Sovint se la considera una ciutat dormitori de Saskatoon. Està envoltada pel Municipi Rural de Corman Park No. 344. La comunitat també compta amb l'Aeròdrom de camp Saskatoon/Richter situat a l'oest de la ciutat vora la intersecció de Main St i Range Road 3055.

## Història
El 1939, Isaac i Dave Martens van comprar unes terres al nord de Saskatoon. Després van vendre'n tres parcel·les a habitants de Saskatoon que volien sortir de la ciutat i així es va crear la comunitat de Martensville.
Martensville es va constituir més tard com a vila el 1966 i com a poble tres anys després, el 1969. Posteriorment es va fer la xarxa de clavegueram i la instal·lació d'aigua corrent i així el 1976 el poble va experimentar un creixement accelerat. El 2009, Martensville va rebre l'estatus legal de ciutat.
El 1992 Martensville va rebre l'atenció nacional a causa d'un escàndol sexual satànic on la histèria d'abús sexual a la guarderia es va estendre a les reclamacions d'abús en ritual satànic.